# Hymn do Atona

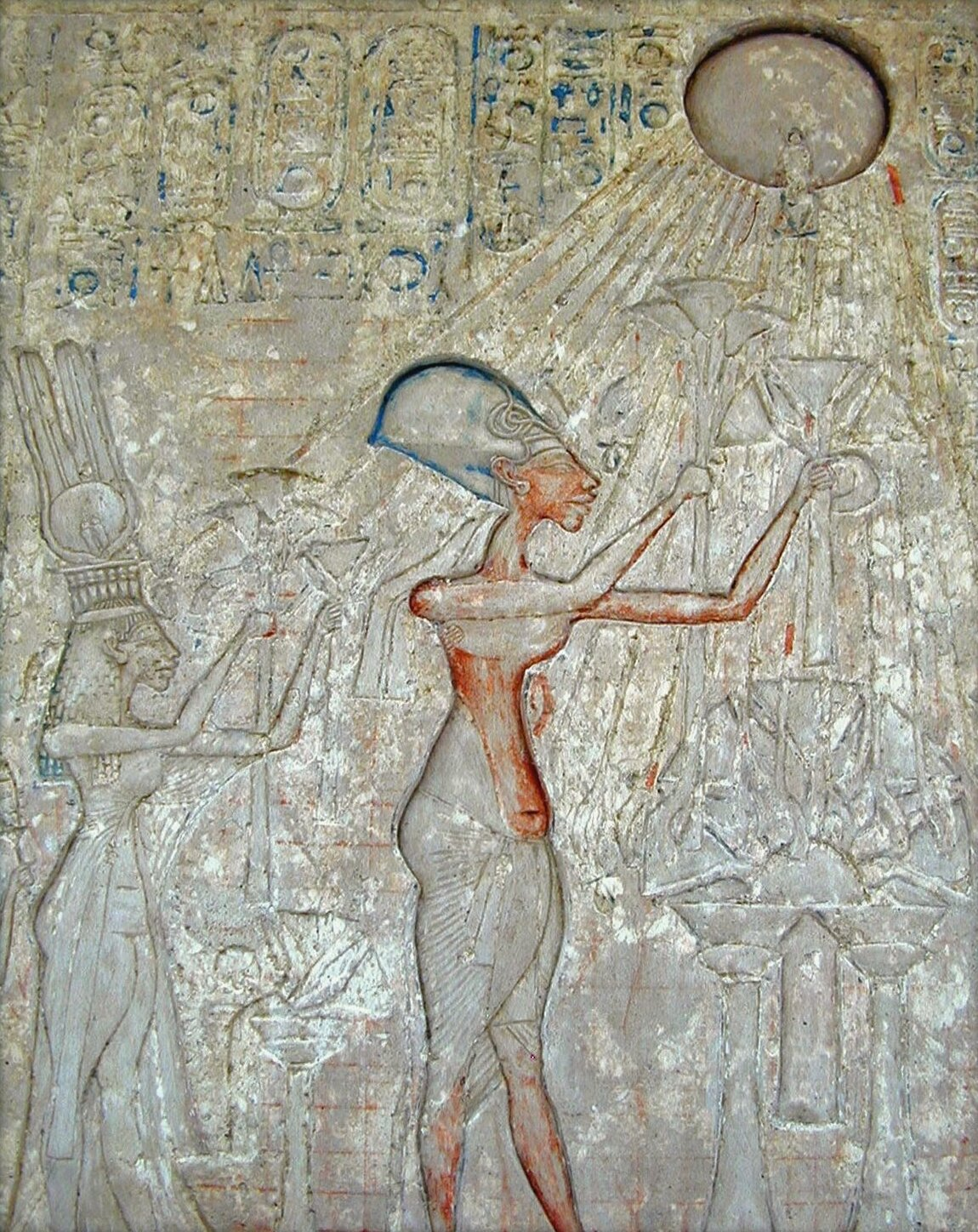
Faraon Echnaton wraz z rodziną w czasie liturgii ku czci Atona

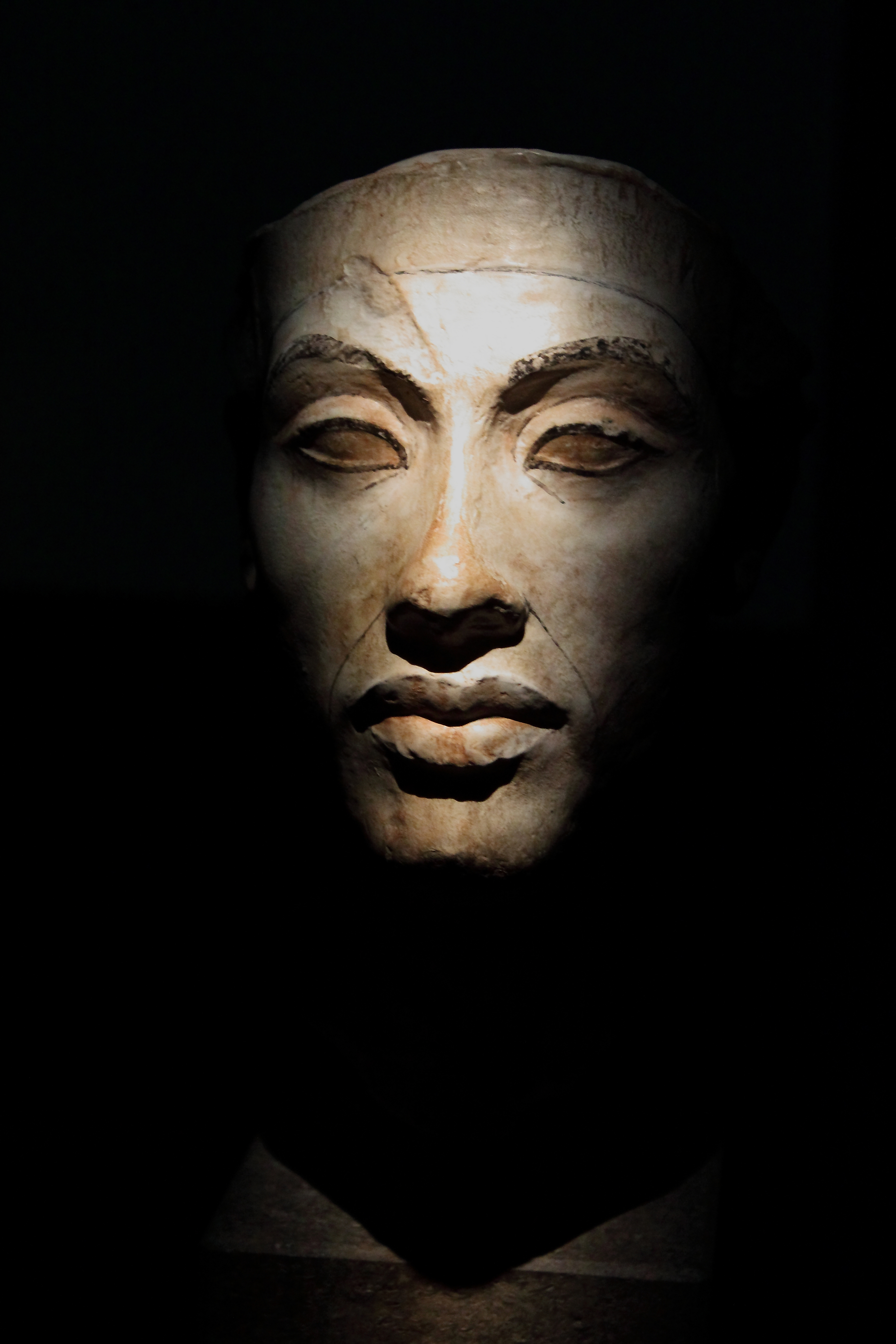
Echnaton, replika

Hymn do Atona – egipski hymn religijny napisany na cześć jedynego Boga, Atona, najprawdopodobniej przez faraona Echnatona. Utwór, nazywany czasem Wielkim hymnem do Atona, został odnaleziony w grobowcu faraona imieniem Aj. Władca ten był wysokim dostojnikiem (wezyrem) za panowania Echnatona i być może jego teściem, ojcem królowej Nefertiti. Hymn do Atona był porównywany do Psalmu 104.
Przekład na język polski (Hymn do Słońca) w tłumaczeniu Antoniego Józefa Śmieszka znajduje się w pierwszym tomie antologii Panteon wielkich twórców poezji i prozy.
Fragmenty Hymnu do Atona wplotła do swojego poematu W kamieniu, poświęconemu Echnatonowi, Adriana Szymańska.